# Diasemiopsis ramburialis
Diasemiopsis ramburialis är en fjärilsart som beskrevs av Philogène Auguste Joseph Duponchel 1834. Diasemiopsis ramburialis ingår i släktet Diasemiopsis och familjen Crambidae. Inga underarter finns listade i Catalogue of Life.